# Rivière du Castor-Qui-Cale
Rivière du Castor-Qui-Cale är ett vattendrag i Kanada.   Det ligger i provinsen Québec, i den östra delen av landet, 600 km nordost om huvudstaden Ottawa.
I omgivningarna runt Rivière du Castor-Qui-Cale växer i huvudsak blandskog. Trakten runt Rivière du Castor-Qui-Cale är nära nog obefolkad, med mindre än två invånare per kvadratkilometer.